# Pittore di Lisippide
Pittore di Lisippide o Pittore di Lysippides (fl. 530 a.C. / 510 a.C.) è il nome convenzionale assegnato ad un ceramografo attico attivo ad Atene.

## Attività
L'artista è noto per la produzione di numerose ceramiche a figure nere. Con molta probabilità fu allievo di Exekias e del pittore di Andocide nelle cui botteghe si specializzò nella decorazione a figure nere su anfore bilingui. Per molto tempo la sua produzione fu attribuita da John Beazley  al pittore di Andocide, in seguito lo stesso studioso ritenne di doverla attribuire a una diversa personalità alla quale assegnò il nome convenzionale di pittore di Lisippide in base a un'iscrizione kalos trovata su uno dei vasi attribuitigli.
La maggior parte dei vasi prodotti dal pittore di Lisippide fu esportata in Italia. Cinquanta vasi furono rinvenuti in Etruria e qualche esemplare in Sicilia, Egitto e Turchia.

## Opere
Il mito di Ercole è il tema decorativo che appare più di frequente nella produzione del ceramista. Gli episodi del mito più ricorrenti nei 204 vasi catalogati negli archivi Beazley sono  Ercole e il leone di Nemea, Ercole sul carro con la dea Atena, Ercole che combatte le Amazzoni ed Ercole che combatte i Giganti.

### Anfore

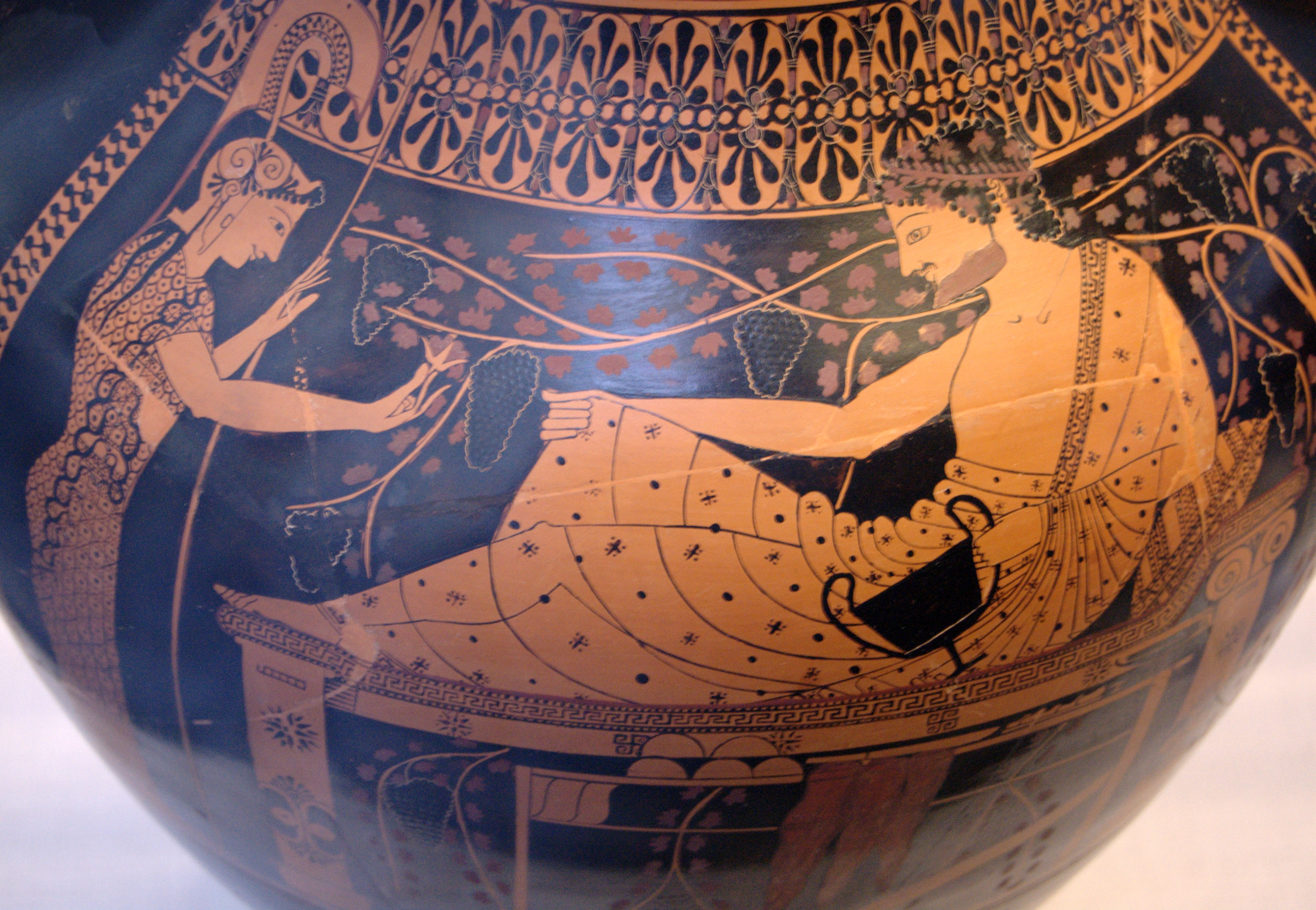
Figure di Ercole e Atena, su anfora, attribuita al Pittore di Lisippide, 520/510 A.C. Proveniente da Vulci ed oggi alla Staatliche Antikensammlungen di Monaco di Baviera.

Dei 204 vasi attribuiti al pittore di Lisippide da Beazley, 112 sono grandi anfore in molte loro varianti: tipo "A", "B", a collo distinto, più quattro esempi di anfore panatenaiche.

### Coppe
Al pittore di Lisippide sono attribuite 32 coppe di vario tipo. Sono in genere molto grandi ed alcune recano figure di teste di Gorgoni. Questo tipo di raffigurazioni sono tipiche della bottega di Nicostene, frequentata occasionalmente dal pittore di Lisippide.

### Altre ceramiche
Al pittore di Lisippide sono attribuiti pochi esemplari di crateri a colonnette, oinochoai, psyktères e pyxides con decorazioni simili a quelle che appaiono sulle anfore.